# Chlorid seleničitý
Chlorid seleničitý, SeCl4, je anorganická sloučenina selenu a chloru. Tvoří žluté až bílé těkavé krystaly. Je jedním ze dvou běžných chloridů selenu, druhým je Se2Cl2. Využívá se při syntéze sloučenin selenu.

## Příprava
Připravuje se přímou reakcí selenu s chlorem. Při zahřívání dochází k sublimaci produktu. Těkavosti chloridu je možné využít k čištění selenu.

## Struktura
Pevný SeCl4 vytváří tetramerní kubickou strukturu. Atomy selenu tvořící oktaedry SeCl6 obsazují čtyři vrcholy krychle, zbylé čtyři jsou tvořeny můstkovými chloridy. Můstkové vazby Se-Cl jsou delší než terminální vazby Se-Cl, úhly Cl-Se-Cl jsou přibližně 90°.

## Reakce
V přítomnosti vody hydrolyzuje za vzniku kyseliny seleničité:
SeCl4 + 3 H2O → H2SeO3 + 4 HCl
S chloridy alkalických kovů v prostředí koncentrované HCl poskytuje komplexní sloučeniny:
SeCl4 + 2 KCl → K2[SeCl6]
S chloridem hlinitým reaguje za vzniku kationtu SeCl +
3 :
SeCl4 + AlCl3 → SeCl +
3  + AlCl −
4 